# Salgado Filho Porto Alegre nemzetközi repülőtér
A Salgado Filho Porto Alegre nemzetközi repülőtér (portugál nyelven: Aeroporto Internacional de Porto Alegre–Salgado Filho) egy nemzetközi repülőtér (IATA: POA, ICAO: SBPA) Brazíliában, São João közelében. Éves utasforgalma 8 105 932 fő (2018).

## Kifutópályák
A repülőtér futópályái:
- 11/29 (2280 m, 45 m, aszfalt)

## Forgalom
Az utasforgalom az elmúlt években az alábbi módon változott:
| Utasok száma | 2 487 925 | 2 839 124 | 3 382 416 | 4 352 347 | 6 530 473 | 8 092 723 | 8 261 297 | 7 931 116 | 3 561 630 | 6 654 062 |
|              | 2000      | 2002      | 2005      | 2007      | 2010      | 2012      | 2015      | 2017      | 2020      | 2022      |

## Légitársaságok és úticélok
2025-ben a Salgado Filho Porto Alegre nemzetközi repülőtérről az alábbi járatok indulnak (Utoljára frissítve: 2025-02-18):

### Személy
| Légitársaság            | Célállomások |
| ----------------------- | --- |
| Aerolíneas Argentinas   | Buenos Aires–Aeroparque (újrakezdődik 2025 március 2-án) |
| Azul Brazilian Airlines | Belo Horizonte–Confins, Campinas, Curitiba, Pelotas, Recife (kezdődik 2025 áprilisában),[forrás?] Rio de Janeiro–Galeão, Santa Maria, Santo Ângelo, São Paulo–Congonhas, São Paulo–Guarulhos, Uruguaiana Szezonális: San Carlos de Bariloche (kezdődik 2025 június 19-én) |
| Copa Airlines           | Panama City–Tocumen |
| Gol Linhas Aéreas       | Brasília, Buenos Aires–Aeroparque (kezdődik 2025 május 6-án), Rio de Janeiro–Galeão, São Paulo–Congonhas, São Paulo–Guarulhos |
| LATAM Brasil            | Brasília, Curitiba, Rio de Janeiro–Galeão, São Paulo–Congonhas, São Paulo–Guarulhos |
| LATAM Chile             | Santiago de Chile |
| LATAM Perú              | Lima |
| TAP Air Portugal        | Lisszabon (újrakezdődik 2025 április 1-én) |

### Cargo
| Légitársaság            | Célállomások                  |
| ----------------------- | ----------------------------- |
| Azul Brazilian Airlines | Campinas, São Paulo–Guarulhos |
| LATAM Cargo Brasil      | Campinas                      |
| Total Linhas Aéreas     | São Paulo-Guarulhos           |